# Dharmapala du Bengale

L'Empire Pala sous Dharmapala

Dharmapala, fils et successeur de Gopala (fondateur de la dynastie Pala) règne sur le Bengale de 770 à 810. Vers 800, il détrône Indrayudha de Kanauj et le remplace par Chakrayudha. Son empire s’étend du golfe du Bengale à Delhi et de Jalandhar aux monts Vindhya.
Sous son règne le bouddhisme connait un renouveau. Son fils Devapala lui succède.

## Sources
- Sailendra Nath Sen Ancient Indian History and Civilization New Age International, 1999  (ISBN 8122411983 et 9788122411980)